# Conulita

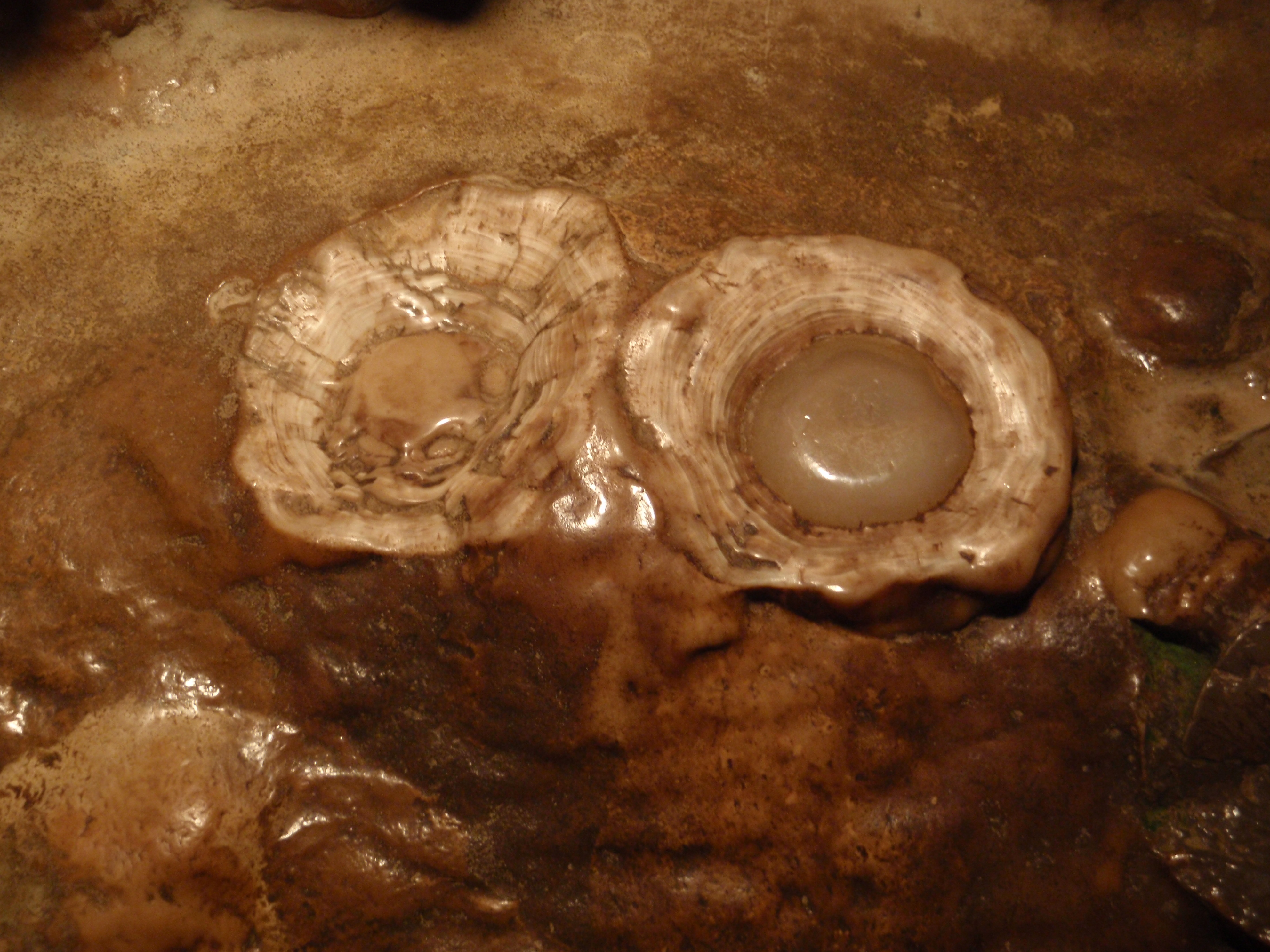
Antiestalagmites a la cova de Luray, Virginia, EUA

Una conulita és un espeleotema de degoteig que s'origina sobre els sòls blans (fang, arena...) de les coves, i cap a dintre d'ells, amb una forma cònica. El nom conulita fa referència a aquesta forma de con. Les seves dimensions van des d'uns pocs centímetres fins a uns 15 cm de profunditat, i una gruixa des de pocs mil·límetres fins a 10 mm.
Les conulites s'originen pel degoteig de l'aigua des del sostre sobre una superfície no consolidada que origina un forat per erosió i precipitació de calcita al seu voltant. Si, posteriorment, s'erosiona el material blan del sòl que rodeja la conulita, aquesta queda al descobert.

## Antiestalagmita
Una antiestalagmita és una varietat de conulita, que es diferencia d'ella per la seva forma, cilíndrica en lloc de cònica, i per les seves dimensions, les antiestalagmites tenen major profunditat i gruixa.